# Zaachila
La zona arqueológica de Zaachila (1200 y 1521 d. C.)  fue una ciudad-estado, y una de las pocas capitales mixteco-zapotecas todavía habitadas a la llegada de los españoles. Se localiza en la Villa de Zaachila, localizada en los Valles Centrales de Oaxaca en las coordenadas 16°56' latitud norte y 96°45' longitud oeste, a una altitud de 1,520 metros sobre el nivel del mar, a una distancia de 18 km de la ciudad de Oaxaca. Zaachila colinda al norte con Jalpan y San Pedro la Reforma, al oriente con la Hacienda de Tlanichico y Noriega, al sur con Trinidad Zaachila, al este con San Pablo la Raya y Mantecón.
Zaachila (del zapoteco: Zaadxil) fue fundada por los zapotecas, probablemente por la época en que también inició la construcción de Monte Albán y se encontraba en florecimiento la aldea de San José Mogote. A pesar de que son pocos los restos del antiguo emplazamiento zapoteca que han sobrevivido hasta nuestros días, ellos permiten observar que Zaachila fue una población que también jugó un importante papel durante el Período Clásico de la cultura zapoteca. Testigo de ello son las dos tumbas que forman parte de la ciudad, construidas de modo parecido a las que se construyeron durante la época de mayor florecimiento de la ciudad de Monte Albán.
Zaachila es ahora un sitio histórico. En el centro se encuentra un montículo piramidal inexplorado de gran tamaño donde se encontraron dos tumbas en 1962. Se cree que estas tumbas pertenecieron a importantes personajes mixtecos. El principal atractivo de Zaachila lo constituyen precisamente las tumbas descubiertas en el sitio. Fueron construidas bajo un antiguo palacio, y su estilo corresponde al Posclásico de Mesoamérica. Los muros de las tumbas están adornados con figuras de estuco que representan criaturas relacionadas con el mundo de los muertos, según la mitología mesoamericana, entre ellos, el tecolote. Otros relieves representan a cuatro personajes de los cuales dos pueden ser identificados por su nombre calendárico. En el interior de las tumbas fueron encontrados varios objetos de alfarería policroma, que pudieron ser producidos por los mixtecos o por los mismos zapotecos bajo influencia de los primeros. Zaachila fue fundada hacia el siglo XIII d. C. Comprendido en el periodo posclásico y después de la decadencia de Monte Albán como ciudad y capital zapoteca.

En Zaachila gobernó el más famoso rey Zapoteca, Cosijoeza. Famoso por sus campañas expansionistas y por ser el encargado de hacer frente rival más fuerte, los Mixtecos; quienes posteriormente se apropiaron de alguna manera de gran parte de territorio zapoteca, y que influenciaron ampliamente todo los Valles Centrales. En la Zona Arqueológica de Zaachila, podemos observar en los vestigios, la gran influencia de la cultura mixteca en las costumbres y creencias de esta parte de la población de Oaxaca. Ofrendas, ornamentas, tipos de escritura, etc. Son muestras de que ambas culturas compartieron este territorio. Casamientos entre nobles de ambas naciones es la teoría, que parece acercarse más a la posible realidad de aquel tiempo.

En 1971 se realizaron nuevas excavaciones en Zaachila, en donde se encontraron dos tumbas más, registradas con los números 3 y 4. Aunque las ofrendas eran más sencillas, que las halladas por Gallegos, la tumba 4 resultó de interés especial porque en su dintel quedaban restos de pintura. Desafortunadamente las raíces de los árboles y las filtraciones de lluvia han acabado con los diseños, que según Acosta (1972) representaban cráneos y huesos cruzados sobre un fondo de color rojo. Desde 1990 el proyecto La pintura mural prehispánica en México del Instituto de Investigaciones Estéticas de la Universidad Nacional Autónoma de México, se dedica al registro y estudio de los murales precolombinos, como los de Zaachila.
Debido al crecimiento de la población y descuido de las autoridades correspondientes se autorizó la construcción de casas, mismo que ha colaborado en el deterioro y saqueo de tan valiosa zona arqueológica. Actualmente, en esta comunidad se sigue practicando el trueque, los días jueves muchos comerciantes llegan a este lugar a intercambiar y vender sus productos.

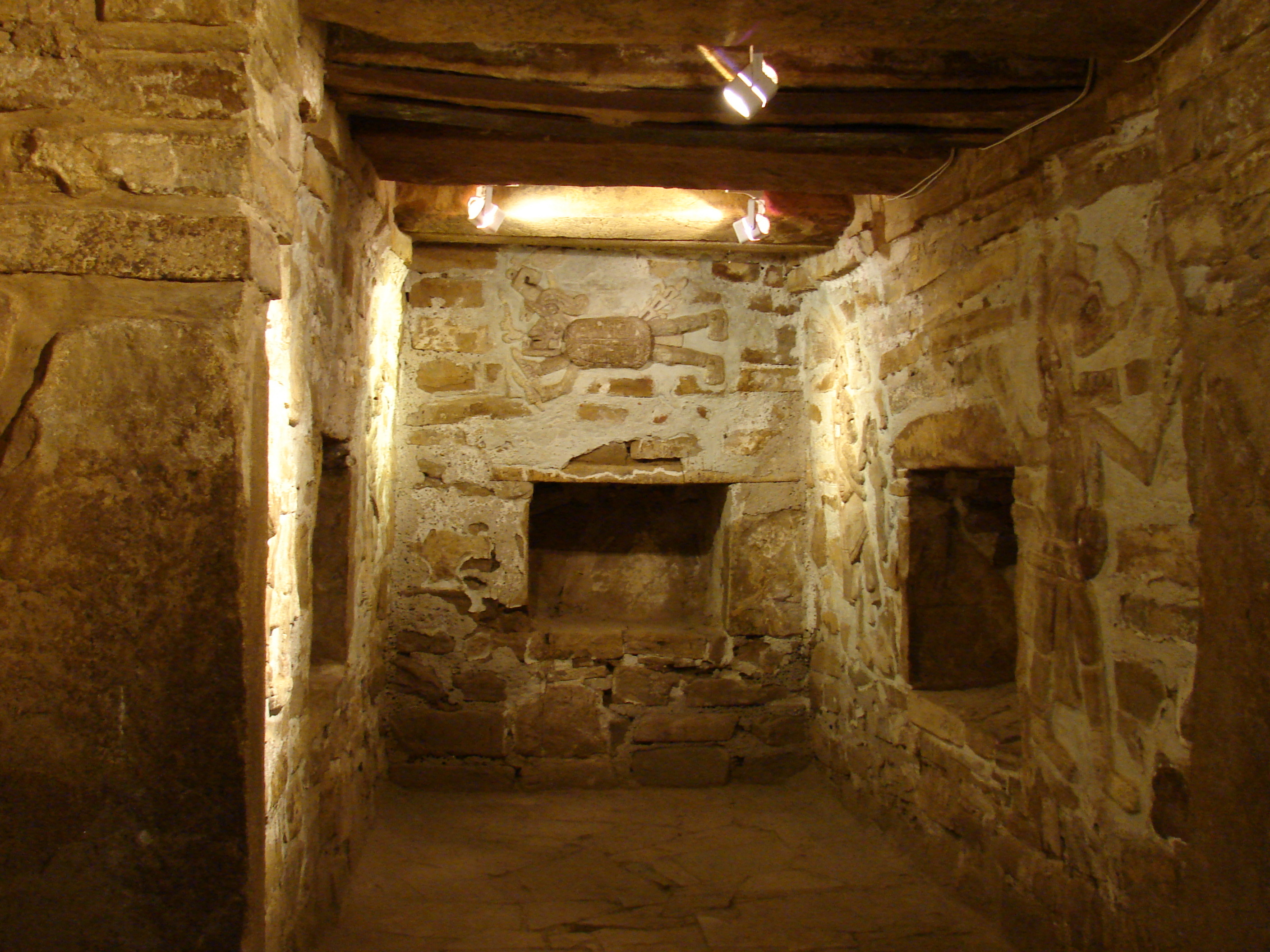
Tumba 1 de Zaachila, de influencia mixteca.
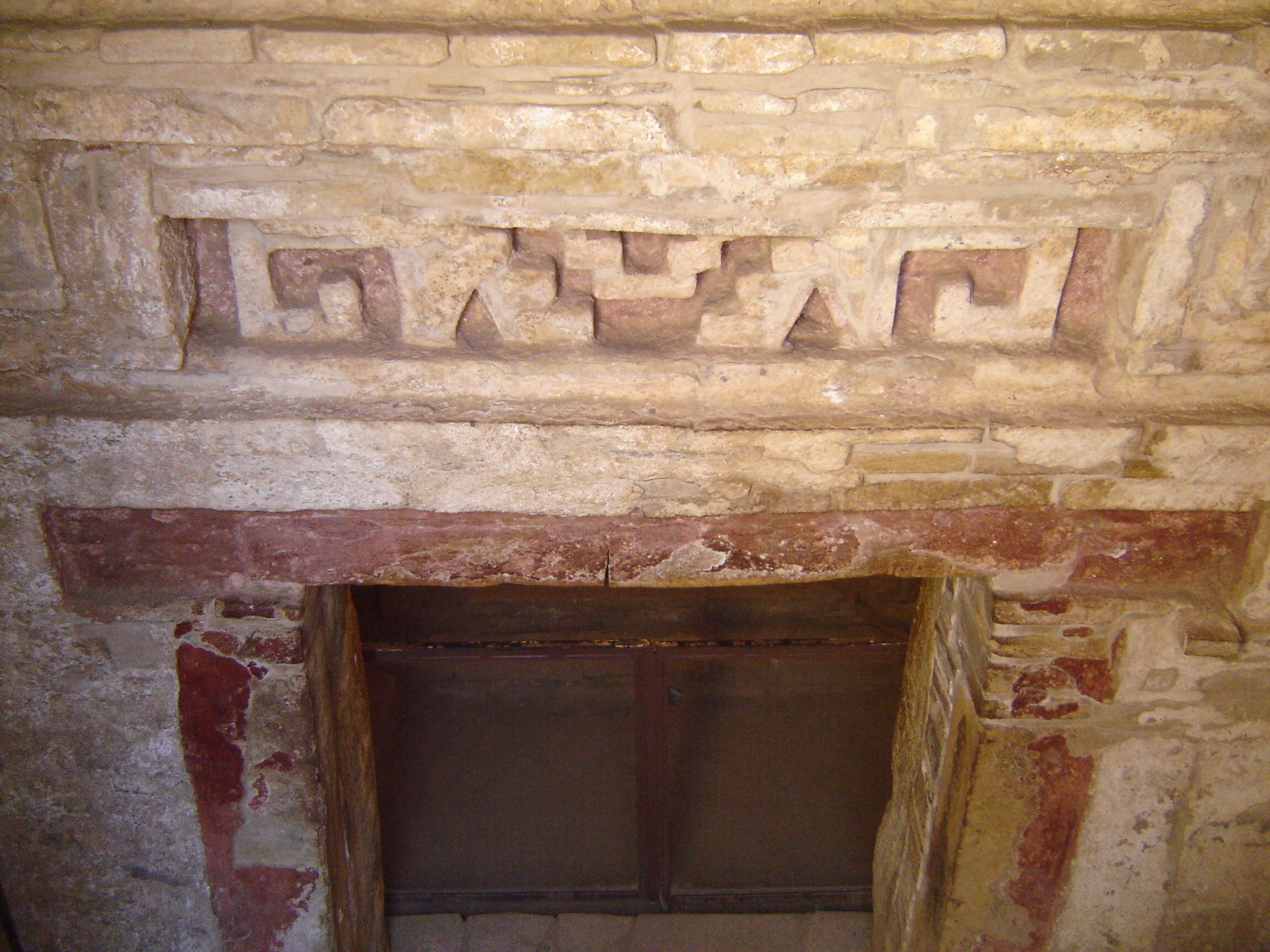
Entrada a la tumba de Zaachila.
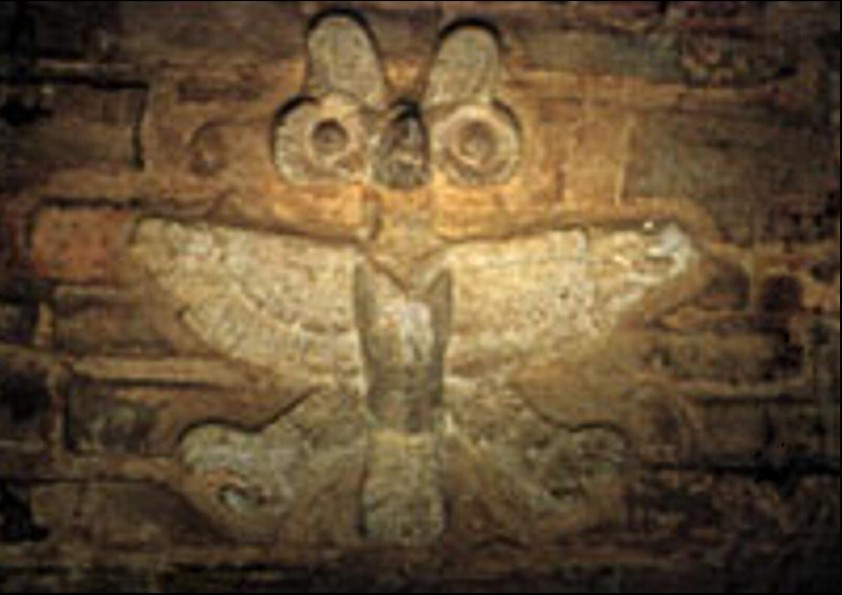
Símbolo de Zaachila dentro de la tumba.

## Fiesta grande del cerro de Zaachila (Laanii Roo Xten Daan Zaallil)

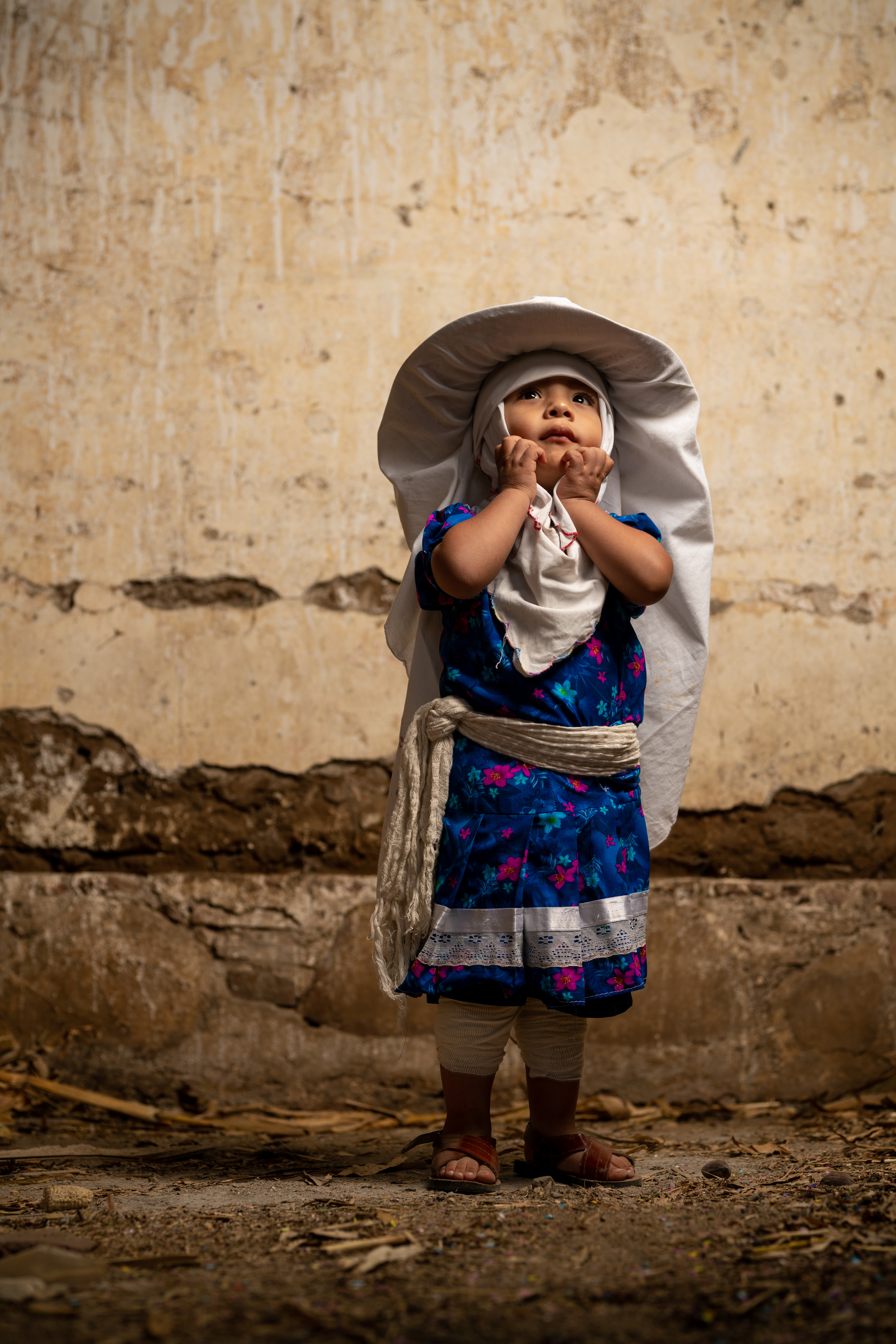
Niño representando a un "zancudo".

El último lunes del mes de julio, la comunidad zaachileña se da cita en la zona arqueológica, conocida como “el cerrito”, para honrar a la Diosa del Maíz Tierno o Pitao Ko Shuub en la tradicional Laanii Roo Xten Daan Zaadxil (Fiesta grande del cerro de Zaachila).
La Diosa Pitao Ko Shuub, es elegida de entre varias jóvenes que se inscriben previamente a un concurso y como características principales debe tener cabello largo y negro, ser de piel morena y compartir un tema de la historia de Zaachila. Y ella será la encargada de presidir todas y cada una de las actividades de la fiesta.
Así mismo, desde varios meses atrás, los 10 barrios que conforman la población se organizan para representar uno de los bailes representativos de alguna región del Estado de Oaxaca, entre los cuales destaca: la flor de piña de Tuxtepec, el jarabe de Ejutla, las chilenas de la costa,  el jarabe Mixe, los bailes del Istmo de Tehuantepec y como aporte de los valles centrales encontramos la danza de la pluma y los zancudos, estos últimos son jóvenes que bailan en zancos de aproximadamente 1.5 metros de altura.

En la fiesta también participan las autoridades ejidales, quienes son las encargadas de ofrecer a todos los presentes tepache (bebida fermentada de frutas), mezcal, atole y tamales. Es una de las fiestas más coloridas y llenas de alegría, pues alrededor de esta también se celebran eventos culturales, calendas, comparsas, muestras gastronómicas, etc.

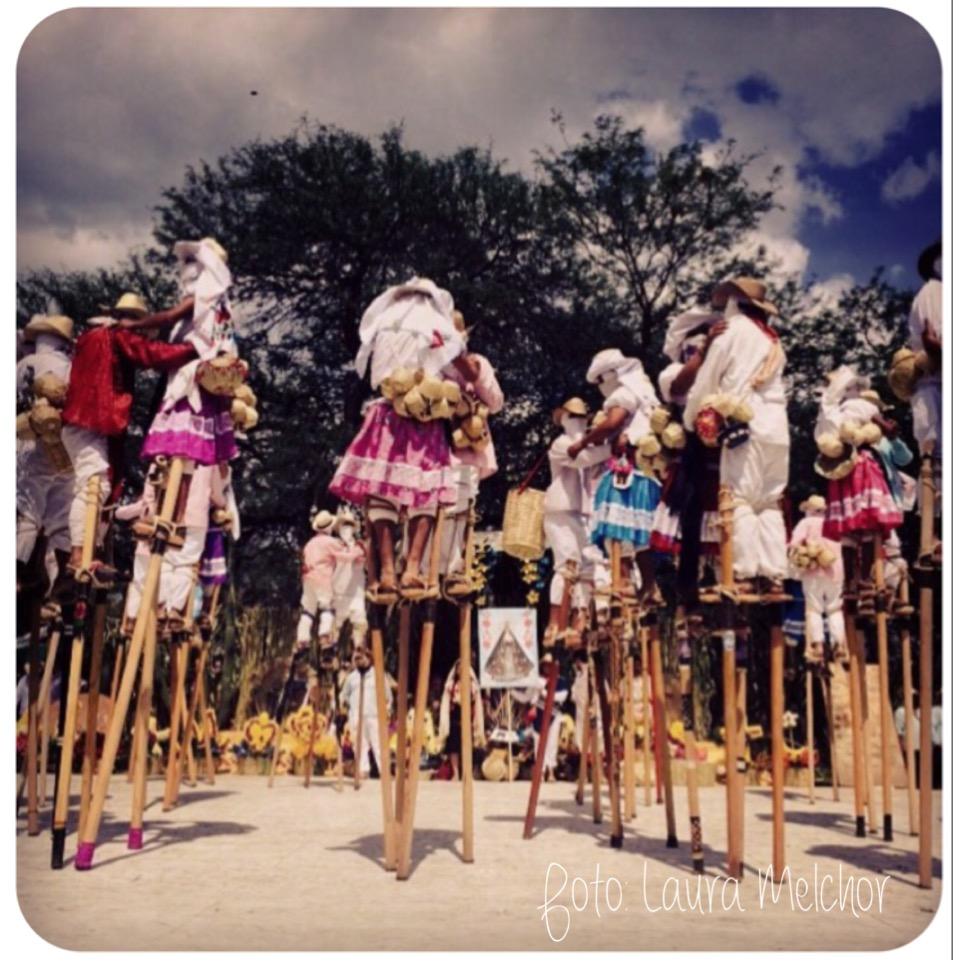
2015